# Britta Lejon
Britta Cecilia Lejon, född 2 november 1964 i Järfälla, är en svensk fackföreningsledare och ordförande för Fackförbundet ST. Hon är styrelseledamot av TCO och ordförande i NEA, National European Administration, den fackliga sammanslutning som organiserar statsanställda i Europa samt ordförande för Internationell facklig organisation för offentliga tjänster (PSI), en världsomspännande facklig sammanslutning för offentliganställda. PSI har 700 olika fackförbund som medlemmar i totalt 154 länder, och organiserar sammanlagt omkring 30 miljoner offentliganställda runt om i hela världen.
Som ordförande för Fackförbundet ST har hon profilerat sig som en kritiker till nedskärningar i staten och det så kallade produktivitetsavdraget.

## Biografi
Britta Lejon är dotter till Anna-Greta Leijon och Anders Leion (de tre stavar efternamnet olika). Lejon läste samhällsvetenskaplig linje på gymnasiet och fick sitt slutbetyg från Spånga gymnasium 1983. Därefter har hon läst kulturvetarlinjen vid Stockholms universitet och påbörjat en magisterutbildning vid Lunds universitet. Hon har arbetat vid Transportrådet 1987–1990 och vid Kommunikationsdepartementet från 1990.
Lejon var ansvarig minister för Demokratiutredningen, vars slutbetänkande kom år 2000. Som riksdagsledamot valdes hon in Stockholms läns valkrets 2002 och var ersättare 2002–2006. Hon var ledamot av arbetsmarknadsutskottet 2002–2004 och vice ordförande i justitieutskottet 2004–2006. 2002 utnämnde World Economic Forum henne till en GLT (Global Leader for Tomorrow).
Lejon är före detta politiker (socialdemokrat). Hon var statsråd (demokrati- och förvaltningsminister, konsumentminister och ungdomsminister) 1998–2002 och riksdagsledamot (tjänstgörande ersättare respektive statsrådsersättare) 2002–2006, invald för Stockholms läns valkrets.
Lejon var ordförande för Svensk Biblioteksförening 2004–2009. Hon är ordförande för Fackförbundet ST sedan maj 2012 samt FOLAC – de svenska folkhögskolornas samarbete i internationella frågor. 2008 valdes hon som ledamot till styrelsen för den europeiska organisationen för vuxenutbildningsfrågor, EAEA.